# Paskalamm (Säfsnäs socken, Dalarna)
Paskalamm är en sjö i Ludvika kommun i Dalarna och ingår i Göta älvs huvudavrinningsområde.